# アーヴィング・ファイン
アーヴィング・ファイン（Irving Fine、1914年12月3日 - 1962年8月23日）は、アメリカ合衆国の作曲家。彼の作品は新古典主義音楽とロマン派音楽と十二音技法の要素を同化させたものだった。
マサチューセッツ州のボストンに生まれる。ハーバード大学でウォルター・ピストンに師事し、学士と修士の称号を得る。指揮をセルゲイ・クーセヴィツキーに学び、ボストン交響楽団のピアニストを務めた。パリのフォンテヌブロー音楽学校とラドクリフ大学でナディア・ブーランジェに作曲を学んだ。1939年から1950年までハーバード大学で音楽理論を教えて、グリークラブを指導した。また、レナード・バーンスタイン、イーゴリ・ストラヴィンスキー、アーロン・コープランドと親交を深めるようになった。1950年からはブランダイス大学で教鞭をとった。

## 主な作品
- ヴァイオリンソナタ
- 弦楽四重奏曲
- 弦楽トリオのためのファンタジア
- オーケストラのためのトッカータ・コンチェルタンテ
- 弦楽とハープのためのノッチュルノ
- ピアノとオーケストラのためのディヴァージョンズ
- 交響曲「1962年」

## 文献
- Anderson, E. Ruth. Contemporary American composers. A Biographical Dictionary, 2nd edition, G. K. Hall, 1982.
- Butterworth, Neil. A Dictionary of American Composers, Garland, 1984.
- Pollack, Howard Joel. Harvard Composers. Walter Piston and his Students, from Elliott Carter to Frederic Rzewski, Scarecrow Press, 1992.
- Press, Jaques Cattell (Ed.). ASCAP Biographical Dictionary of Composers, Authors and Publishers, 4th edition, R. R. Bowker, 1980.
- Sadie, Stanley; Hitchcock, H. Wiley (Ed.). The New Grove Dictionary of American Music. Grove's Dictionaries of Music, 1986.
- Villamil, Victoria Etnier; Hampson, Thomas. A Singer's Guide to the American Art Song 1870–1980, foreword by Thomas Hampson, Scarecrow Press, 1993.